# 144096 Wiesendangen
144096 Wiesendangen è un asteroide della fascia principale. Scoperto nel 2004, presenta un'orbita caratterizzata da un semiasse maggiore pari a 2,3361286 UA e da un'eccentricità di 0,2189409, inclinata di 1,16685° rispetto all'eclittica.
L'asteroide è dedicato all'omonima località svizzera.